# پهنه‌کلا شمالی
پهنه‌کلا شمالی، روستایی است از توابع بخش کلیجان‌رستاق شهر ساری در استان مازندران قرار دارد.

## جمعیت
این روستا در دهستان کلیجان‌رستاق علیا قرار داشته و براساس آخرین سرشماری مرکز آمار ایران که در سال ۱۳۸۵ صورت گرفته، جمعیت آن ۱۲۰۳نفر (۲۹۱خانوار) بوده‌است.